# 井手峻
井手 峻（いで たかし、1944年2月13日 - ）は、東京都新宿区出身（佐賀県東松浦郡北波多村 (現：唐津市北波多)生まれ）の元プロ野球選手（投手, 外野手）・コーチ・監督、解説者、元中日球団代表兼連盟担当（会社役員）。
新治伸治（1965年大洋入団）に次ぐ史上2人目の東大野球部出身プロ野球選手で、ドラフト制度発足後としては東大初の指名選手となった。公式戦出場試合数は、過去の東大出身プロ野球選手の中では最も多かった。
父は脚本家の井手俊郎。

## 来歴・人物

### プロ入りまで
父・俊郎の実家は質屋を営んでいた。その家は「明治時代以降に炭鉱町として発展した北波多村の繁栄を伝える重要な町家建築」として国の登録有形文化財に登録され、現在もギャラリーとして残っている。俊郎はいったん上京して就職したが、戦争中に家族ごと唐津に戻った後、井手が5歳の時に再び東京に家族で出た（俊郎のみ先行して上京）。脚本家という父の仕事には、いつも机に向かっている姿が苦痛で「絶対にいやだな」と思い、その作品にも興味を抱かなかったという。
野球への興味は、小学校2、3年の頃に近所の人に連れて行かれた後楽園の巨人-大阪戦で、ルールなどわからない中、藤村富美男の姿に感激したことがきっかけだった。高学年の頃に拾った硬式球をバットで打った感触に「何かカーッと熱くなるもの」を感じ、再び硬式球を打ちたいと考えたという。
中学卒業後は1959年に東京都立新宿高等学校へ進学し、母親に内緒で野球部に入部。進学自体は教育熱心だった「母が敷いたレールを進んだだけ」だったが、中学時代に母から禁じられた野球への憧れを止められずにひそかに入部して、発覚しても母からは何も言われなかったという。2年次の1960年には安保闘争のデモに1回だけ参加し、その日は樺美智子が亡くなった一番激しい日であった。理念や信念もなく流れで参加し、国会議事堂前で警備側が放水するのを目の当たりにする。同年は内野手として3試合程しか出場できず、3年次の1961年は投手に転向したが、試合で投げたのは1回だけで、1回戦で敗退している。
卒業後は1年間の浪人生活（1962年）を送るが、浪人時代ですら予備校仲間と野球チームを作り興じていた。1963年に東京大学理科二類（農学部系）に進学する。東大の学部でそこしか合格できなかったからだと述べている。また野球ではなくヨット部などで遊びたい願望があったが、高校の先輩から無理矢理野球部に連れてこられたという。学部進学後は林産学科で木材の再利用、紙パルプ・合板などを研究。合板がどの程度の力で折れたり、ちぎれたりするのかという合板の強度試験をしていたが、たまたま王貞治の使っていた石井順一のバットを入手し、顕微鏡写真を撮って木の強度を調べて研究したこともあった。野球部では最初は内野手であったが、投手に転向。エースとして活躍し、3年次の1965年春季には慶大を完封し翌日は救援で連勝に貢献するなど勝ち点を挙げる。同年、マニラで開催された第6回アジア野球選手権大会（東京六大学選抜チームが日本代表）に出場し、日本の優勝に貢献。同年にはリーグの敢闘賞も受賞し、4年次の1966年春季にも慶大を9回1死まで無安打に抑えて完投勝ちして勝ち点を奪い5位になる原動力になった。
東京六大学リーグでの通算成績は4勝21敗・防御率3.28であったが、変化球主体の頭脳的な投球とカーブのキレに中日ドラゴンズのスカウトの注目を受ける。大学卒業後は三菱商事へ入社することになっていたが、1966年の第2次ドラフト3位で中日ドラゴンズに入団。井手は寝耳に水の出来事にかなり逡巡したが、俊郎の反対もなく、この決断は家族にすんなり受け入れられた。東大からは新治に次ぐ2人目、ドラフト制後は初のプロ野球選手となり、中日新聞の出向社員として入団した。

### 中日時代
1967年から一軍に上がり、8月16日のサンケイ戦（中日）で初先発を果たす。9月10日の大洋戦（中日）に4回2死から先発の北角富士雄をリリーフ、残りの5回3分の2を3安打2失点に抑え、見事初勝利を挙げた。7回には新治とも投げ合い、この時に初のヒーローインタビューを受けた。
1968年は球速不足を補おうと上手投げからサイド気味にフォームを改造したが、肩を痛めて一軍登板はなかった。
1969年は上手投げに戻したものの以前のようなボールを投げられず、東大1年時には5番・遊撃手としてリーグ戦にも出場していたことと、100m11秒台の俊足に目をつけた首脳陣から外野手転向を指令される。
1970年と1971年には代走で計31試合に出場したが、打席には1打席も立たなかった。試合に出場すれば「東大出の学士さ～ん、まだ野球やってたの～」と相手ベンチから野次られた。
1972年には5月31日の広島戦（広島市民）で白石静生から初安打を放ち、自己最多の5安打を放ったが、9月26日と翌27日の阪神戦（中日）では植木一智・江夏豊から2日連続安打を記録。10月5日の阪神戦（甲子園）では池島和彦から5本目の安打を放ち、5本中3本は阪神戦から記録した。初めて外野を守ったものの、オフには引退を決意。妻の実家の家業を手伝う気でいたが、与那嶺要監督から「僕は君が戦力として必要だ。必ず使うからチームに残ってほしい」と要請されて残留する。
1973年には83試合に出場。5月5日の巨人戦（後楽園）で試合終盤に守備固めに着いた後、延長10回に打席が回り、その時に高橋一三から放った公式戦唯一の本塁打が決勝打になり、初勝利以来で最後となるヒーローインタビューを受けた。この試合は中日が3-1でリードして迎えた4回裏に長嶋茂雄の2ラン本塁打、柳田俊郎のソロ本塁打で一旦逆転されたものの、6回表に大隅正人の犠飛、高木守道の適時二塁打で再び逆転。しかし中日は3番手の星野仙一が柴田勲に適時打を打たれてまたまた同点で延長戦に入り、10回裏二死で守備固めで起用された井手が4番手の高橋から左翼への本塁打で勝ち越し、10回裏も9回途中から登板の水谷寿伸が0点に抑え6-5で勝利。なお水谷はプロ入り15年目で後楽園での初めての勝利であった。読売新聞上で本塁打について井手は「延長戦で、二死無走者。おまけにフルカウントでしょう。ほんと、ホームランを狙っていたんです。それで内角球が来たら、思い切り引っ張ってやろう、と心の準備までしていたんです。打ったのは、真ん中の甘いストレート。フルカウントだし、高橋一はきっとストレートを投げてくる、という予想も当たりました。えっ、その瞬間の気持ち?カーッとなり、夢中でベースを踏んで、ホームインしたとき、ニッコリしました。まさに念力でした…」と語り、また野球について「ええ、そりゃあ、何べんもやめようかと思いました。でも野球が好きなんですね。趣味を聞かれても”野球”と答える以外にないんです。ぼくをよく理解してくれた与那嶺監督との出会いが、ぼくに野球を続けることを決心させたんです…。」と語っている。同日は母校・東大野球部が18シーズンぶりに法大に、埼玉県・戸田漕艇場の対抗レガッタでは東大漕艇部が一橋大学に勝利し、翌6日の新聞の見出しは「東大デー」であった。この時には権藤博二軍投手コーチに「ホームランを打った時は『狙って打った』と言え。王さんみたいな天性の才能を持つ選手はヒットの延長がホームランになるけど、俺たちは一生懸命狙わないとホームランにならないんだから」と言われた。6月には中堅手として実質先発出場（偵察要員に高木時夫）も経験する。
1974年には自己最多の84試合に出場して20年ぶりのリーグ優勝に貢献。代走や守備固めがほとんどであったが、ベンチから相手チームのサインを見破ったり、投手の癖を盗むのに長けた特技は見えない戦力となり、ベンチに座っているだけで存在感があった。チームメイトと一緒にとりあえず「口、耳、鼻」と相手の動きをずらっと書いて並べて研究し、ある日の巨人戦では相手バッテリーの動きでサインが分かったため、ベンチから声を出して打者に伝えたことがあった。それでその選手が打つことが出来たため勝利に貢献し、試合後のミーティングでは、高木守道が「今日は井手に賞金を出すべきだ」と言ってくれたことがあった。相手のサインを見破ったとしても、それを聞くことを好まない選手も存在し、谷沢健一は「俺には絶対に言わないでくれ」と言っていた。高木守や木俣達彦からは、「サインが分かったら何でもいいので教えてほしい」と言われていた。この年は2試合に先発として起用された。通算359試合中スタメンは投手時代の3回と野手時代の2回のみで、野手時代2回のうち1度は偵察メンバーの扱いであったため、実質この年7月11日のヤクルト戦（中日）の1度だけであった。6月15日の広島戦（広島市民）では乗替寿好・永本裕章から自身唯一の1試合2安打を記録したが、この年3安打中2本を1日で放った。長嶋茂雄の引退試合となった10月14日の巨人との最終戦（後楽園）に出場しており、試合終了後のスコアボードに名前が出ている。同年のロッテとの日本シリーズでも代走、守備固めとして5試合に出場。
1975年には68試合に出場するも0安打に終わったが、オフの11月8日には東京六大学野球連盟結成50周年記念試合プロOB紅白戦メンバーに選出され、早大OBの荒川博監督率いる白軍の選手として出場。
1976年は春のキャンプ中から二軍に落とされ、肩書は選手だがキャリアや技術を買われてコーチ補佐役の立場も兼ねていた。一軍が低迷から脱せずにいると「井手を一軍に上げてチームの雰囲気を変えるべき」との声が高まり、やがて井手は一軍に昇格。10月11日の広島戦（ナゴヤ）で渡辺弘基から現役最後の安打を放ち、同19日の広島戦（ナゴヤ）が最後の出場となった。打者としての成績は7年間で通算12安打1本塁打、342試合に出場しながら、打席数は僅かに61であったが、井手が安打を放った試合は10勝1分であった。現役晩年は代走や守備固めに起用される事が多く、戦力としてチームへの貢献度が低くなっていると感じ、同年限りで引退。

### 現役引退後
引退を決めて1ヶ月後の11月22日に行われた納会の前に井手は小山武夫社長ら球団幹部と会って今後の自らの去就について話し合い、球団側は引退後も球団に残ってチームのために力を貸してほしいと求めたが、井手は環境を変えて第二の人生の再スタートを切りたいと伝えて球団からの申し出を丁重に辞退し、正式に退団。名古屋の地元マスコミは「井手なら解説者にうってつけだ」とばかりテレビ・ラジオ局がこぞって誘ったほか、中日新聞からの出向制度には出向していた期間に応じて本社に戻る際に社内職歴として加算されるシステムがあり、一般の転職組とは違って新入社員扱いはされなかった。結構な待遇はそうある話ではなく、井手には東大卒という学歴もあって、社内には喜んで入社するであろうと考える空気があった。それらを振り切って、引退後の1977年は東京に戻り、中央区日本橋で親類が経営するパッケージ製造会社に勤務。サラリーマン生活の傍ら、東海ラジオ「ガッツナイター」解説者を務めたほか、1977年1月28日には六大学連盟から「年3回、1回につき3週間」という条件付きで母校・東大の臨時コーチが認められ、2月12日に初めて実地で指導した。
その後は中日に復帰して一軍守備・走塁コーチ（1978年, 1982年 - 1984年）、二軍守備・走塁コーチ（1979年 - 1980年）→二軍チーフ兼守備・走塁コーチ（1981年）、一軍作戦守備コーチ（1985年）→二軍監督（1986年）、一軍外野守備・走塁コーチ（1992年 - 1993年）→一軍守備総合コーチ（1994年）→一軍守備コーチ（1995年）を歴任。チームにコーチとして復帰したのは、中利夫監督から突然電話で「ドラゴンズで守備・走塁コーチをしてほしい。まだ1年しか会社で働いていないのだから、抜けてもそんなに迷惑はかからないだろう。帰ってこい」と誘われたのがきっかけであったが、1期目の最初はやり辛かった。遠征先での宿泊は星野仙一・正岡真二と3人部屋で一緒であり、星野も正岡も歳下ながら、仲が良かったため親しみを込めて「タカシちゃん」と呼んでいた。コーチとして復帰後も正岡は選手の頃のように「タカシちゃん」と呼んでいたが、星野が「井手コーチと言え!」と気を遣ってくれたこともあった。在任中は1982年に8年ぶりのリーグ優勝に貢献したほか、平野謙を遊撃手から中堅手にコンバートし、密着して指導。素早い送球のためにゴロ捕球の研究を重ね、ダッシュして右足を前にした時の歩幅の中にボールが入るような体勢で捕球するという、当時の定説と異なるスタイルを確立。格段に守備が良くなり、中に推薦して使ってもらった。1987年から1991年にはフロント入りし、業務と並行して東海ラジオ「ガッツナイター」解説者も務めた。1995年、高木守道の休養に伴い監督になった徳武定祐はさっそくコーチ陣の配置転換に着手、鈴木孝政二軍投手コーチを昇格し、内野守備コーチの井手を実質的なヘッドコーチ職に置いた。
2度目のコーチ退任後は球団取締役（編成担当兼チーム運営部長兼渉外部長）を経て、球団代表兼連盟担当に就任。編成担当時代には動作解析室を発案し、2005年にナゴヤ球場の屋内練習場2階に設置。二軍の選手を中心に技術向上の一助となり、2006年の交流戦でブレイクした佐藤充も打者に球種を見分けられにくい腕の振りを習得したが、導入4年目の2008年にはスコアラー部門でも映像を扱っていて役割が重複していたため、球団経営の問題もあって廃止された。取締役相談役を務めた後、2015年2月23日に退任することが決まった。通算で50年近く中日ドラゴンズに在籍し、選手出身者の同一球団への在籍期間としては記録的な長期間である。
退団後は2016年に「いずれは東大で指導できたら」と学生野球資格を回復し、2017年から母校の新宿高でコーチとして指導を行った。2018年8月23日に、北海道日本ハムファイターズの宮台康平が自身以来51年ぶりとなる東大出身投手によるプロ一軍公式戦先発登板を果たした際には、試合をテレビで観戦し、「プロに通用する直球を投げていた。今回は残念だったが、十分に勝ち投手になれる力がある」とコメントした。井手は宮台を大学時代から評価しており、「先発しての勝利投手」となることを期待していると述べている。2020年からは新宿高校に続いて母校・東大の監督に就任。新聞の取材に対して「ノックが打てるくらいの年齢で監督をやりたかった」と述べる一方、チーム打率を1割6分5厘（2019年秋季）から2割5分まで上げることを目標としている。就任が決定した際に、当時存命の高木守に伝えると「まあ、頑張りゃあ」と言われたという。2021年春季では28回盗塁を企図し、24回成功という驚異の数字を叩き出し、連敗を64で止めた。秋季では開幕3連勝を飾った立教大学から勝利を挙げている。
2022年11月に体調を崩し、2023年の春のリーグ戦は助監督の大久保裕が監督代行として指揮を執った。その後脳炎を患い入院治療していたことが明らかになり、監督復帰が困難との判断から、同年秋の契約期間満了をもって監督を退任した。。

## 詳細情報

### 年度別投手成績
| 年 度     | 球 団     | 登 板 | 先 発 | 完 投 | 完 封 | 無 四 球 | 勝 利 | 敗 戦 | セ 丨 ブ | ホ 丨 ル ド | 勝 率 | 打 者 | 投 球 回 | 被 安 打 | 被 本 塁 打 | 与 四 球 | 敬 遠 | 与 死 球 | 奪 三 振 | 暴 投 | ボ 丨 ク | 失 点 | 自 責 点 | 防 御 率 | W H I P |
| --------- | --------- | ----- | ----- | ----- | ----- | -------- | ----- | ----- | -------- | ----------- | ----- | ----- | -------- | -------- | ----------- | -------- | ----- | -------- | -------- | ----- | -------- | ----- | -------- | -------- | ------- |
| 1967      | 中日      | 17    | 3     | 0     | 0     | 0        | 1     | 4     | --       | --          | .200  | 148   | 33.1     | 41       | 3           | 9        | 0     | 0        | 21       | 1     | 0        | 22    | 19       | 5.13     | 1.50    |
| 通算：1年 | 通算：1年 | 17    | 3     | 0     | 0     | 0        | 1     | 4     | --       | --          | .200  | 148   | 33.1     | 41       | 3           | 9        | 0     | 0        | 21       | 1     | 0        | 22    | 19       | 5.13     | 1.50    |

### 年度別打撃成績
| 年 度     | 球 団     | 試 合 | 打 席 | 打 数 | 得 点 | 安 打 | 二 塁 打 | 三 塁 打 | 本 塁 打 | 塁 打 | 打 点 | 盗 塁 | 盗 塁 死 | 犠 打 | 犠 飛 | 四 球 | 敬 遠 | 死 球 | 三 振 | 併 殺 打 | 打 率 | 出 塁 率 | 長 打 率 | O P S |
| --------- | --------- | ----- | ----- | ----- | ----- | ----- | -------- | -------- | -------- | ----- | ----- | ----- | -------- | ----- | ----- | ----- | ----- | ----- | ----- | -------- | ----- | -------- | -------- | ----- |
| 1967      | 中日      | 17    | 8     | 6     | 1     | 0     | 0        | 0        | 0        | 0     | 0     | 0     | 0        | 1     | 0     | 1     | 0     | 0     | 2     | 0        | .000  | .143     | .000     | .143  |
| 1970      | 中日      | 23    | 0     | 0     | 1     | 0     | 0        | 0        | 0        | 0     | 0     | 2     | 0        | 0     | 0     | 0     | 0     | 0     | 0     | 0        | ----  | ----     | ----     | ----  |
| 1971      | 中日      | 8     | 0     | 0     | 1     | 0     | 0        | 0        | 0        | 0     | 0     | 0     | 0        | 0     | 0     | 0     | 0     | 0     | 0     | 0        | ----  | ----     | ----     | ----  |
| 1972      | 中日      | 48    | 12    | 12    | 1     | 5     | 0        | 0        | 0        | 5     | 0     | 0     | 0        | 0     | 0     | 0     | 0     | 0     | 2     | 0        | .417  | .417     | .417     | .833  |
| 1973      | 中日      | 83    | 21    | 19    | 5     | 3     | 0        | 0        | 1        | 6     | 1     | 0     | 0        | 1     | 0     | 1     | 0     | 0     | 6     | 1        | .158  | .200     | .316     | .516  |
| 1974      | 中日      | 84    | 20    | 20    | 4     | 3     | 1        | 0        | 0        | 4     | 1     | 1     | 3        | 0     | 0     | 0     | 0     | 0     | 2     | 0        | .150  | .150     | .200     | .350  |
| 1975      | 中日      | 68    | 3     | 3     | 9     | 0     | 0        | 0        | 0        | 0     | 0     | 0     | 2        | 0     | 0     | 0     | 0     | 0     | 1     | 0        | .000  | .000     | .000     | .000  |
| 1976      | 中日      | 28    | 5     | 4     | 1     | 1     | 0        | 0        | 0        | 1     | 0     | 1     | 0        | 0     | 0     | 1     | 0     | 0     | 0     | 0        | .250  | .400     | .250     | .650  |
| 通算：8年 | 通算：8年 | 359   | 69    | 64    | 23    | 12    | 1        | 0        | 1        | 16    | 2     | 4     | 5        | 2     | 0     | 3     | 0     | 0     | 13    | 1        | .188  | .224     | .250     | .474  |

### 記録
投手記録
- 初登板：1967年7月11日、対阪神タイガース11回戦（甲子園球場）、4回裏から3番手で救援登板・完了、3回無失点
- 初先発：1967年8月16日、対サンケイアトムズ18回戦（中日球場）、1回裏1死、3失点で交代し敗戦投手
- 初勝利：1967年9月23日、対大洋ホエールズ23回戦（中日球場）、4回表1死より救援登板・完了・5回2/3を1失点

打撃記録
- 初安打：1972年5月31日、対広島東洋カープ7回戦（広島市民球場）、白石静生から
- 初本塁打：1973年5月5日、対読売ジャイアンツ5回戦（後楽園球場）、10回表に高橋一三から決勝ソロ
- 野手での初先発出場：1974年7月11日、対ヤクルトスワローズ12回戦（中日球場）、8番・中堅手

### 背番号
- 12 （1967年 - 1969年）
- 36 （1970年 - 1971年途中）
- 53 （1971年途中 - 1976年）
- 64 （1978年 - 1983年）
- 74 （1984年 - 1986年）
- 84 （1992年）
- 83 （1993年 - 1995年）